# Rakytov (Ľubochnianska dolina)

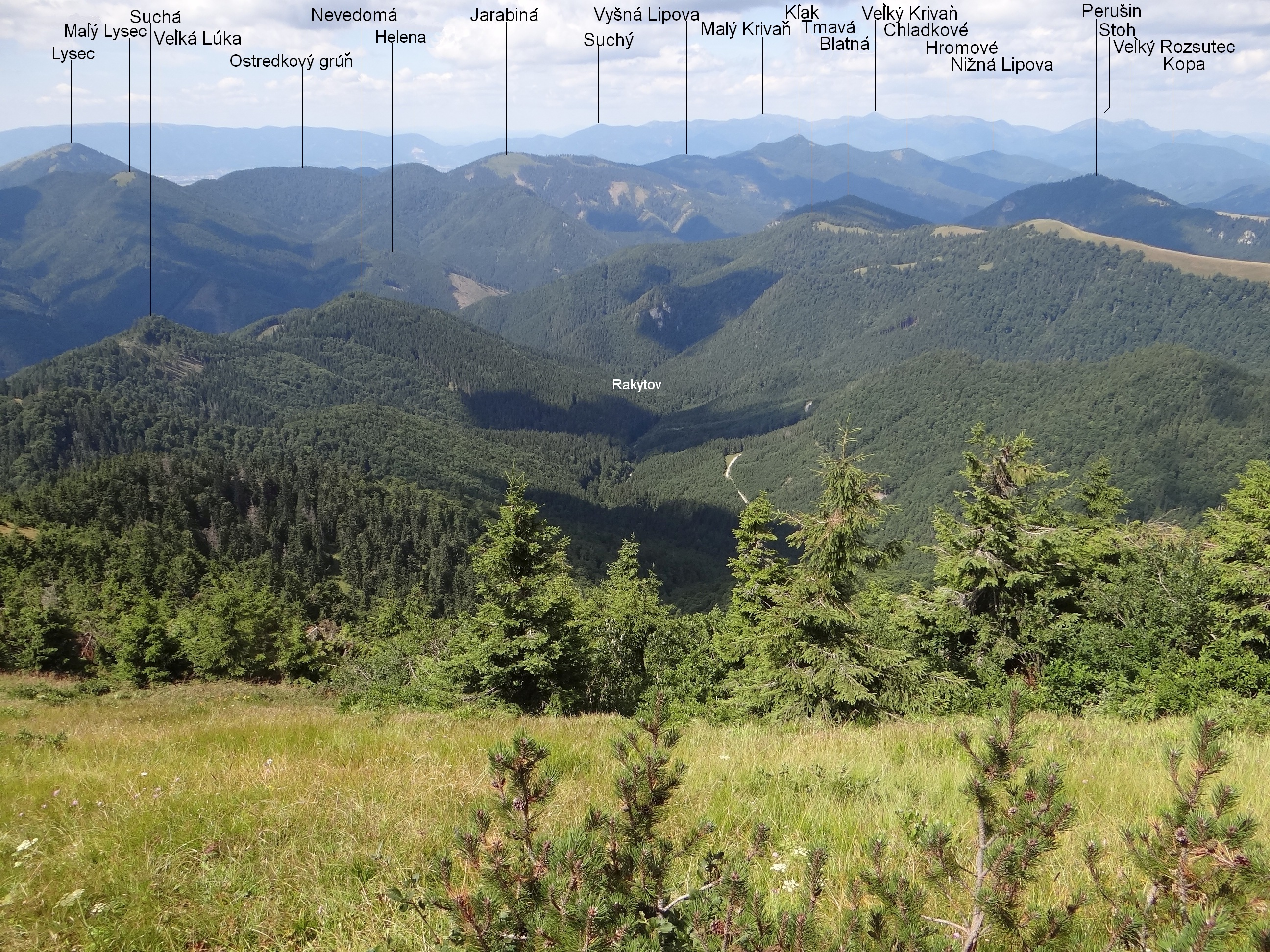
Widok na dolinę Rakytov ze szczytu Rakytov

Rakytov – dolina będąca prawym odgałęzieniem Ľubochnianskiej doliny (Ľubochnianska dolina) w Wielkiej Fatrze na Słowacji. Górą podchodzi pod szczyt Rakytov (1567 m) – jeden z największych szczytów tego pasma górskiego. Jej lewe zbocza tworzy północno-zachodni grzbiet Rakytova ze szczytami Suchá i Nevedomá, prawe północno-zachodni grzbiet szczytu Skalná Alpa z polaną Dvorisko i szczytem Tmavá. 
Górą dolina rozgałęzia się na dwie odnogi oddzielone krótkim północnym grzbietem Tanečnicy. Od miejsca połączenia się tych odnóg dolina krótko opada w kierunku północno-zachodnim, potem zmienia kierunek na zachodni i uchodzi do Lubochniańskiej doliny na wysokości około 740 m, jej deniwelacja wynosi zatem prawie 830 m. W wylocie doliny znajduje się niewielka polanka i leśniczówka. Dnem doliny spływa potok Rakytov.
Dolina jest całkowicie porośnięta lasem z niewielkimi tylko skalnymi wychodniami. Jej dnem prowadzi droga jezdna, ponadto dwie inne, łączące się z nią stokowe drogi leśne trawersują zbocza południowej części doliny. Dolina nie jest jednak udostępniona do ruchu turystycznego. Jedynie jej najwyższą część przecina żółty szlak turystyczny trawersujący północne stoki Rakytova. Szlak ten umożliwia uniknięcie podchodzenia na szczyt Rakytova i schodzenia z niego (np. przy złej pogodzie). Prowadzi przez las, ale w dwóch miejscach są z niego widoki na Lubochniańską dolinę. Prowadzi przez rezerwat przyrody Skalná Alpa.

## Szlaki turystyczne
Južné Rakytovské sedlo – północne stoki Rakytova – poniżej przełęczy Severné Rakytovské sedlo. Czas przejścia 30 min, ↑ 30 min